# Атаманов, Михаил Гаврилович
Михаи́л Гаври́лович Атама́нов (литературный псевдоним удм. Эграпи́ Гави́р Мика́ль, род. 19 сентября 1945, Старая Игра, Удмуртская АССР) — советский российский лингвист, исследователь удмуртской ономастики, доктор филологических наук, научный сотрудник Института удмуртской филологии, финно-угроведения и журналистики при УдГУ, член Союза писателей России, член Финно-угорского общества Финляндии, протодиакон Русской Православной Церкви в настоящее время находится за штатом, почётный профессор УдГУ, почётный гражданин Удмуртской Республики и Граховского района, лауреат премий им. Трокая Борисова и Кузебая Герда, лауреат литературной премии «Программа родственных народов Эстонии» (2009), ветеран труда РФ (2005).

## Биография
Михаил Гаврилович Атаманов родился 19 сентября 1945 года в деревне Старая Игра (Вуж Эгра) Граховского района Удмуртии в крестьянской семье. Окончив 8 классов в 1961 году, поступил учиться в Асановский совхоз-техникум, после окончания которого с 1966 по 1968 годы служил в рядах Советской Армии в Забайкальском военном округе. С 1968 по 1970 год Михаил Атаманов работает зоотехником в родном колхозе. В 1970—1975 годах проходил учёбу на удмуртском отделении филфака УдГУ. После успешного её завершения был направлен в целевую аспирантуру на финно-угорскую кафедру Тартуского университета, где начал свою научную деятельность под руководством Пауля Аристэ. Досрочно защитив кандидатскую диссертацию на тему «Этнонимы удмуртов в топонимии» в 1978 году, М. Г. Атаманов вернулся в Ижевск и в течение 12 лет (1978—1990) работал в секторе языка НИИ при СМ УАССР (ныне — Институт истории, языка и литературы УрО РАН). В ряде литературных произведений автор использует псевдоним Эграпи Гавир Микаль.
В конце 1989 года начал служение в Русской Православной Церкви. В 1990 году посвящён в сан диакона.
Будучи священнослужителем, Михаил Атаманов в 1996 году защитил докторскую диссертацию на тему «Топонимические пласты Камско-Вятского междуречья в контексте формирования этнической территории удмуртов» (Йошкар-Ола, 1996). В настоящее время М. Атаманов является членом двух диссертационных советов по защите кандидатских и докторских диссертаций на филологическом и историческом факультетах Удмуртского государственного университета. М. Атамановым оппонировано 5 докторских и 13 кандидатских диссертации.
В 2005 году в Игре был открыт музей-квартира М. Г. Атаманова.
В 2008 году опубликовал историко-мифологический эпос «Тангыра» (по названию музыкального инструмента).
М. Г. Атаманов — автор 43 книжных публикаций, более 300 научных, научно-популярных, публицистических статей, более 100 статей на библейскую и духовно-нравственную тематику. Большинство научных статей и монографий посвящены вопросам исторической ономастики, этнической истории удмуртов, а также библейской терминологии, диалектологии, фольклору, этнографии удмуртов.
Монография М. Г. Атаманова «Происхождение удмуртского народа» (Ижевск, 2017) была выставлена на всероссийском книжном фестивале «Красная площадь», а также вошла в список «50 лучших региональных изданий» по итогам конкурса АСКИ (Ассоциации книгоиздателей России) «Лучшие книги 2017 года».
Указом президента РФ В. В. Путина от 11 августа 2000 года Атаманов М. Г. награждён медалью ордена «За заслуги перед Отечеством II степени».
Труды М. Г. Атаманова хранятся в 73 университетских библиотеках 37 стран мира, включая библиотеки Гарвардского, Кембриджского, Калифорнийского, Оксфордского, Гётингенского, Хельсинкского и других известных университетов мира. В библиотеке Конгресса США хранятся 17 его трудов, в библиотеке Преторийского университета (ЮАР) — 31.

## Церковная деятельность
21 января 1990 года епископом Палладием (Шиман) возведен в сан диакона. В 1991 году по благословению Святейшего Патриарха Московского и всея Руси Алексия II совместно с Институтом перевода Библии(Финляндия) приступил к переводу Библии и богослужебных текстов на удмуртский язык. Над богословской редакцией текстов вместе с М. Г. Атамановым работала богословский редактор Института перевода Библии Марья Картано (г. Хельсинки). В процессе работы, которая продолжалась 25 лет, отдельными книгами издавались разные части Библии. В 2001 году тиражом в 10 тыс. экземпляров была издана «Нылпиослы Библия» («Детская Библия»). 21 ноября 2013 года состоялась презентация всей канонической Библии на удмуртском языке. 11 ноября 2016 года состоялась презентация сборника неканонических книг Библии. Протодиаконом Михаилом Атамановым переведены на удмуртский язык и изданы такие богослужебные книги, как Молитвослов, Канонник, Акафистник, Великая вечерня и Утреня, Литургия и др.
Долгое время работал референтом Ижевской и Удмуртской епархии.
М. Г. Атамановым написаны несколько книг на религиозную и духовно-нравственную тематику.
Самая высшая оценка его трудам на ниве Христовой дана самим Патриархом Алексием II который называл протодиакона Михаила Атаманова: «апостолом Удмуртии». В 1994 году удостоен церковной награды — ордена Святого равноапостольного князя Владимира III степени, возведён в сан протодиакона, в 2005 году — ордена преподобного Серафима Саровского.

## Научные работы
Более 300 научных и научно-популярных статей, рецензий М. Г. Атаманова посвящено вопросам исторической ономастики, этнической истории удмуртского народа, диалектологии, фольклору, этнографии.
В числе научных работ М. Г. Атамановым издано 8 монографий:
- Удмуртская ономастика. Этнонимика; топонимика; антропонимика. — Ижевск : Удмуртия, 1988. — 168 с.
- Удмурт нимбугор. Словарь личных имён удмуртов. — Ижевск : Удмуртский институт истории, языка и литературы, 1990. — 393, [2] с
- История Удмуртии в географических названиях. — Ижевск : Удмуртия, 1997. — 245, [2] с.
- По следам удмуртских воршудов. — Ижевск : Удмуртия, 2001. — 213, [3] с.
- От Дондыкара до Урсыгурта. Из истории удмуртских регионов. — Ижевск : Удмуртия, 2005. — 214, [2] с.
- Песни и сказы ушедших эпох: Эгра кырӟа, Эгра вера. — Ижевск : Удмуртия, 2005. — 245, [2] с.
- Происхождение удмуртского народа: монография — Ижевск : Удмуртия, 2010. — 576 с. : ил.
- Язык земли удмуртской: историко-этимологический словарь топонимов Волго-Уральского региона. — Ижевск: Удмуртия, 2015. — 976 с.
- Происхождение удмуртского народа: монография, 2-е издание, дополненное. — Ижевск : Удмуртия, 2017. — 592 с. : ил.

М. Г. Атаманов участвовал в работе четырёх Международных конгрессов финно-угроведов и историков (Турку, Сыктывкар, Тарту, Таллин), выступал с докладами на всероссийских, региональных и республиканских конференциях, симпозиумах, а также на Международных Рождественских чтениях, двух Миссионерских съездах и семинарах переводчиков Библии в Стокгольме, Москве, Тампере и Иерусалиме. В уралистике он известен прежде всего как автор многочисленных статей по удмуртской ономастике, этногенезу удмуртов и как переводчик Библии на удмуртский язык. Труды М. Г. Атаманова позволили значительно углубить и систематизировать научные знания в области изучения генезиса удмуртского народа как неотъемлемой части мирового финно-угорского сообщества и нашли отражение в его фундаментальном исследовании «Происхождение удмуртского народа» (Ижевск, 2010).

## Художественное творчество
- Ньыль зарезь пыр — Иерусалиме [За четыре моря — в Иерусалим] Ижкар, 1994. — 52 с.
- Мой путь в Библию. — Ижевск, 1999. — 164 с.
- Tieni Raamattuun [Мой путь в Библию]. — Helsinki, 2003 — 173с.; на финск. языке.
- Кылё тодэм калыкъёс [Остаются знаемые люди: о благочестивых христианах Удмуртии]. — Ижкар, 2004. — 148 с.
- Мон — удмурт. Малы мыным вöсь? [Я — удмурт. Отчего мне больно? ]. — Ижкар, 2007—104 с.
- Тангыра. Кузьмадёс (эпос). — Ижкар: Удмуртия, 2008. — 320 с. (на удм. языке).
- За четыре моря — в Иерусалим. — Ижевск, 2010. — 110 с.
- Тангыра. Историко-мифологический эпос. — Ижевск, 2012. — 400 с.
- Малая моя родина. Из Граховской тетради. Воспоминания. — Ижевск, 2015. — 54 с.
- Борислав Арапович и его школа в переводе книг Священного Писания на финно- угорские языки // Vi minas. — 2018. — с. 118—133.

## Богословские труды. Публицистика
- Инмаре, жаля монэ сьӧлыкоез[Боже, милостив буди мне грешному]. — Ижкар, 1995. — 76 с.
- Оскон, оскиськон, яратон [Вера, надежда, любовь]. — Ижкар, 2007. — 304 с.
- Улонлэн ошместэз доры [К источнику жизни]. — Ижевск, 2008. — 232 с.
- Чус дӥмы ке, изъёс черектӥськозы [Если будем молчать, то камни возопиют]. — Удмурт дунне . — Ижевск, 1991. — 1 апреля. — 3 с.
- Новый этап в перевод книг Священного Писания на удмуртский язык // Христианство в истории и культуре Удмуртии. — Ижевск, 2000. — с. 25-33
- Куректон-кайгу лыктыку чидасесь луэ [Когда приходят беды, будьте терпеливы]. — Удмурт дунне . — Ижевск, 2000. — 3 ноября. — 6 с.
- Библия удмурт калык киын — Библия в руках удмуртского народа — The Bible in the hands of Udmurt people // Инвожо: спецвыпуск, посвященный выходу Библии на удмуртском языке. Составитель М. Г. Атаманов. — Ижевск, 2014. № 9, октябрь. — 130 с.
- Michael Atamanov. Borislav Arapović och hans Bibelöversättningsskola till de finsk-ugriska språken // Vi minnas. — 2018. — S. 118—133. = Борислав Арапович и его школа в переводе книг Священного Писания на финно-угорские языки. // Там же: Мы помним. О возникновении и ранней истории ИПБ, посвященной Бориславу Араповичу. Сост Бранислав Калчевич. Институт Перевода Библии. — Стокгольм, 2018. — с. 254—266.

## Перевод библейской и богослужебной литературы

### Перевод библейской литературы
- Марклэн гожтэм Евангелиез [Евангелие от Марка]. — Стокгольм-Хельсинки, 1991. — 67 с.
- Ӟеч Ивор [Четвероевангелие]. — Стокгольм-Хельсинки. 1992. — 275 с.
- Псалтирь. Вöсяськон гуръёс. — Стокгольм-Хельсинки, 1994. — 1-е изд. — 182 с.; 1999. — 2-е изд. — 224 с.; 2009. — 3-е изд. — Ижкар. — 366 с.
- Апостолъёслэн ужъёссы [Деяния апостолов]. — Стокгольм-Хельсинки, 1996. — 118 с.
- Выль Сӥзён [Новый Завет]. — Стокгольм-Хельсинки, 1997. −773 с.
- Нылпиослы Библия [Детская Библия]. — Хельсинки-Стокгольм. 2001. — 542 с.
- Мадёнъёс-паремияос [Паремии]. — Ижкар, 2003. — 193 с.
- Библиысь веросъёс [Библейские рассказы]. — Хельсинки, 2003. — 120 с.
- Ӟеч Ивор [Святое Евангелие — служебное]. — Ижкар, 2003. — 278 с.
- Иона пророклэн книгаез [Книга пророка Ионы]. — Хельсинки-Стокгольм, 2004. — 20 с.
- Исаия пророклэн книгаез [Книга пророка Исаии]. — Хельсинки-Стокгольм, 2005. — 140 с.
- Эксэйлыкъёслэн книгаоссы [Книги Царств]. — Хельсинки, 2006. — 332 с.
- Иовлэн книгаез [Книга Иова]. — Хельсинки 2007. — 72 с.
- Библия [каноническая]. — Хельсинки, 2013. — 1696 с.: ил.
- Библия: Вуз Сӥзёнлэн какнонэн юнматымтэ люкетъёсыз [Неканонические книги Ветхого Завета]. — Ижкар, 2016. — 360 с.: ил.

### Перевод богослужебной и духовной литературы
- Данъяса кырӟан гуръёс [Акафистник]. — Ижкар, 1994. — 75 с.
- Вӧсяськонъёс [Молитвослов]. — Ижкар, 1994—1998. — 64 с. — 7 переизд.
- Часэн-часэн вӧсяськонъёс но кырӟанъёс [Часослов. Молитвы и песнопения]. — Ижкар, 1998. — 137 с.
- Вӧсяськонъёс. Канонъёс. Кырӟанъёс [Молитвы. Каноны. Песнопения]. — Ижкар, 2000. — 148 с. — 8 переизд.
- Удмурт кылын литургия [Литургия на удмуртском языке]. — Ижкар, 2001. — 78 с.
- Быдӟым ӝыт служба. Ӵукна вӧсяськон [Великая вечерня. Утреня]. — Ижкар, 2002. — 56 с.
- Черк кырӟанъёс. Панихида. Кулэм мурт вӧсян [Песнопения. Последование панихиды. Чин последования погребения]. — Ижкар, 2003. — 54 с.
- Псалтирь: кулэмъёс понна чирдоно канонъёс, акафист, панихида ортчытон [Каноны, акафист, читаемые по усопшим; проведение панихиды]. — Ижкар, 2009. — 365 с.
- Удмурт пиналъёслы вӧсяськонъёс [Молитвы для удмуртских детей]. — Ижкар, 2012. — 32 с.
- Михаил Архангелэз данъяса кырӟан [Акафист Архангелу Михаилу]. — Ижевск, 2013. — 30 с.
- Критысь святой преподобной Андрей атайлэн гожтэм Быдӟым канонэз [Великий покаянный канон. Творение св. Андрея Критского]. — Ижкар, 2018. — 146 с.